# Amos Manor
Amos Manor (ur. 8 października 1918, zm. 5 sierpnia 2007) – izraelski wojskowy, od 1953 do 1963 był dyrektorem Shin Bet.